# The Thief and the Cobbler
The Thief and the Cobbler (prt: O Cavaleiro das Arábias) é um filme de fantasia dirigido pelo animador canadense-britânico Richard Williams. Originalmente concebido na década de 1960, o filme ficou em produção por quase três décadas devido a financiamento independente e animação ambiciosamente complexa. Finalmente foi colocado em produção total em 1989, quando a Warner Bros. concordou em financiar e distribuir o filme. Quando a produção excedeu o orçamento e ficou atrasada, o filme foi fortemente cortado e reeditado pelo produtor Fred Calvert sem o envolvimento de Williams; foi finalmente lançado em 1993 pela Allied Filmmakers sob o título The Princess and the Cobbler. Dois anos depois, a subsidiária da Disney Miramax Films lançou outra reedição intitulada Arabian Knight. Ambas as versões do filme tiveram um mau desempenho e receberam críticas mistas.
Ao longo dos anos, várias pessoas e empresas, incluindo Roy E. Disney, da Walt Disney Company, discutiram a restauração do filme para sua versão original. Em 2013, a Academia de Artes e Ciências Cinematográficas arquivou a própria impressão de 35mm de Richard Williams. O próprio Williams reconheceu a reputação reabilitada do filme, graças a projetos como a popular edição de fãs, The Recobbled Cut e Persistence of Vision, um documentário de 2012 da produção do filme.
Com The Thief and the Cobbler entrando e saindo da produção de 1964 a 1995, um total de 31 anos, ele superou o recorde de vinte anos do Guinness anteriormente detido por Tiefland (1954). Foi também o filme final de vários atores e artistas, incluindo os animadores Ken Harris (falecido em 1982); Grim Natwick (falecido em 1990); e Art Babbitt (falecido em 1992), assim como os atores Felix Aylmer (falecido em 1979); Kenneth Williams (falecido em 1988); Anthony Quayle (falecido em 1989); e Vincent Price (falecido em 1993, um mês após o lançamento inicial do filme).

## Enredo

### Workprintde 1992; inacabado
A próspera Cidade Dourada é governada pelo sonolento Rei Nod e protegida por três bolas de ouro no topo de seu minarete mais alto. De acordo com uma profecia, a cidade cairia sob uma raça de monstros guerreiros de um olho conhecidos como "Caolhos" se as bolas fossem removidas e só poderiam ser salvas pela "alma mais simples com as menores e mais simples das coisas". Morando na cidade está o sapateiro de bom coração Tack, segurando pregos na boca, e um ladrão sem nome, malsucedido e persistente.
Quando o ladrão entra furtivamente na casa de Tack, os dois lutam e tropeçam para fora, fazendo com que os pregos caiam na rua. Zigzag, o grande vizir de rei Nod que fala rimando, pisa em um dos pregos e ordena que Tack seja preso, enquanto o ladrão escapa. Ele é levado perante o rei Nod e sua filha, a princesa Yum-Yum. Antes que Zigzag consiga convencer o rei Nod a decapitar Tack, Yum-Yum salva Tack quebrando um de seus sapatos e ordenando que Tack o conserte. Durante os reparos, Tack e Yum-Yum tornam-se cada vez mais atraídos um pelo outro, muito pelo ciúme de Zigzag, que planeja dominar o reino casando-se com a princesa.
Enquanto isso, o ladrão percebe as bolas de ouro no topo do minarete e decide roubá-las. Depois de invadir o palácio através de uma calha, o ladrão rouba o sapato consertado de Tack, levando o sapateiro a persegui-lo através do palácio. Ao recuperar o sapato, Tack esbarra em ziguezague, que percebe que o sapato está consertado e aprisiona Tack em uma masmorra.
Na manhã seguinte, Nod tem uma visão da destruição da Cidade Dourada pelos caolhos. Enquanto Zigzag tenta convencer Nod da segurança do reino, o ladrão rouba as bolas depois de várias tentativas, apenas para perdê-las para os servos de Zigzag; Tack escapa de sua cela usando suas ferramentas durante o pânico que se seguiu. Nod percebe o desaparecimento das bolas quando um soldado mortalmente ferido os alerta sobre os caolhos invasores. Zigzag tenta usar as bolas roubadas para chantagear o rei e deixá-lo se casar com Yum-Yum; quando Nod o dispensa, Zigzag deserta dos caolhos e dá a eles as bolas.
Nod envia Yum-Yum, sua enfermeira e Tack para pedir ajuda a uma "velha bruxa louca e santa" no deserto. Eles são secretamente seguidos pelo ladrão, que ouve tesouros na jornada, mas falha em roubá-los. No deserto, eles descobrem um bando de bandidos idiotas, liderados pelo chefe Roofless, que Yum-Yum recruta como guarda-costas. Os protagonistas alcançam a torre em forma de mão onde a bruxa vive, e aprendem que Tack é profetizado para salvar a Cidade Dourada. A bruxa também apresenta um enigma antes de destruir a torre inteira com uma nuvem de tempestade.
Tack e os outros retornam à Cidade Dourada e encontram uma enorme máquina de guerra dos caolhos se aproximando. Lembrando-se do enigma da bruxa, Tack lança um único prego no meio do inimigo, provocando uma reação em cadeia ao estilo Goldberg que destrói todo o exército caolho. Zigzag tenta escapar, mas cai em um buraco onde é comido vivo por jacarés e seu abutre, Phido. O ladrão, evitando muitas armadilhas mortais, rouba as bolas douradas da máquina em colapso, mas Tack as pega de volta. Com a paz restaurada e a profecia cumprida, a cidade celebra quando Tack e Yum-Yum se casam. O filme termina com o ladrão roubando o rolo do filme e fugindo.

### Alterações feitas nas versões subsequentes
- The Princess and the Cobbler (1993, Allied Filmmakers)

A versão da Allied Filmmakers é drasticamente diferente do workprint inacabado. Quatro números musicais foram adicionados; o filme originalmente não tinha. Muitas cenas foram cortadas: consistem principalmente em cenas que envolvem o ladrão, principalmente sua tentativa de roubo de uma esmeralda e sua subsequente evasão de pena de morte (embora muitas dessas cenas apareçam nos créditos), e a subtrama em que Zigzag tenta alimentar Tack com Phido. Também são removidas quaisquer menções à donzela de Mombassa, a quem Zigzag dá ao rei Nod como um "brinquedo" no workprint. Tack, quase mudo no workprint, fala várias vezes e narra a maioria das cenas no pretérito; o workprint tinha narração apenas no começo por uma narração. Algumas subparcelas foram adicionadas; em um, Yum-Yum está cansado de viver uma vida de "esplendora real" e deseja provar seu valor ao pai. Outra subtrama segue a enfermeira inicialmente não gostando de Tack e repreendendo Yum-Yum por nutrir sentimentos românticos por ele, mas se aquecendo com ele mais tarde. Mais uma cena é adicionada, onde Zigzag empurra Tack para fora do caminho e sequestra Yum-Yum, que então desequilibra o cavalo. Tack então luta contra Zigzag que, tentando escapar, acidentalmente pula em um prego, que o leva a cair na cova onde os jacarés estavam à espreita.
- Arabian Knight (1995, Miramax)

A versão da Miramax inclui todas as alterações feitas na da Allied Filmmakers. Além disso, vários personagens previamente mudos recebem vozes, incluindo Phido e os jacarés, principalmente o ladrão, que narra todas as suas cenas na forma de um monólogo interno. A Cidade Dourada agora é conhecida como Bagdá. A maioria das cenas com as mulheres escravas do Rei Caolho em detalhes foram removidas, embora ele ainda possa ser visto sentado nelas. A sequência com a bruxa foi quase totalmente removida, assim como a maior parte da sequência climática da batalha, que já havia sido bastante reduzida na versão da Allied. A morte do Caolho é cortada, embora ele possa ser ouvido gritando: "Minha máquina!", lamentando o incêndio de sua máquina de guerra, possivelmente queimando junto a ela.
- The Recobbled Cut (2006, 2007, 2013)

As restaurações de fã de Garrett Gilchrist seguem o workprint muito de perto, pelo menos na intenção, usando a maior parte de sua trilha de áudio original e estrutura de edição. Para apresentar um filme mais completo, Gilchrist adicionou músicas adicionais (algumas das versões lançadas) e efeitos sonoros, além de incluir imagens acabadas que não aparecem no estado final do workprint, tiradas das versões lançadas ou de outras fontes raras. A maioria das mudanças na história feitas por Fred Calvert e Miramax não está presente, mas inclui algumas cenas ou alterações menores, apenas como Calvert, como um efeito colateral do uso das imagens de Calvert como substitutas de cenas inacabadas no workprint ou porque Gilchrist sentiu que essas cenas foram úteis para o enredo. Por esse motivo, Gilchrist não se refere à sua edição como "Corte do Diretor".

## Elenco
| Personagem                          | Corte original (The Thief and the Cobbler)                                                       | Corte de Fred Calvert (The Princess and the Cobbler) | Corte da Miramax (Arabian Knight) |
| ----------------------------------- | ------------------------------------------------------------------------------------------------ | --- | --- |
| Zigzag o Grande Vizier              | Vincent Price                                                                                    | Vincent Price | Vincent Price |
| Tack o Sapateiro                    | Desconhecido (Apenas uma fala)a                                                                  | Steve Lively | Matthew Broderick (diálogos) Steve Lively (canto, não-creditado) |
| Narrador                            | Felix Aylmer                                                                                     | Steve Lively | Matthew Broderick |
| Princesa Yum-Yum                    | Sara Crowe                                                                                       | Bobbi Page Sara Crowe (apenas vocais)b | Jennifer Beals (Speaking) Bobbi Page (Singing) |
| Ladrão                              | Desconhecido (Sem diálogos)c                                                                     | Ed E. Carroll | Jonathan Winters |
| Rei Nod                             | Anthony Quayle                                                                                   | Clive Revill Anthony Quayle (cena do discurso, não-creditado)d | Clive Revill Anthony Quayle (cena do discurso, não-creditado)d |
| 'Criada da Princesa Yum-Yum         | Joan Sims                                                                                        | Mona Marshall Joan Sims (alguns vocais, não-creditado) | Toni Collette |
| Bruxa                               | Joan Sims                                                                                        | Mona Marshall Joan Sims (algumas linhas)e | Toni Collette |
| Chefe Sem-Teto                      | Windsor Davies                                                                                   | Windsor Davies | Windsor Davies |
| Poderoso One-Eye                    | Christopher Greener                                                                              | Kevin Dorsey | Kevin Dorsey |
| Phido o Abutre                      | Donald Pleasence                                                                                 | Donald Pleasence | Eric Bogosian |
| Soldado Moribundo                   | Clinton Sundberg                                                                                 | Clinton Sundberg | Clinton Sundberg |
| Goblet                              | Kenneth Williams                                                                                 | Kenneth Williams | Kenneth Williams |
| Tickle                              | Kenneth Williams                                                                                 | Kenneth Williams | Kenneth Williams |
| Gofer                               | Stanley Baxter                                                                                   | Stanley Baxter | Stanley Baxter |
| Slap                                | Stanley Baxter                                                                                   | Stanley Baxter | Stanley Baxter |
| Anão                                | George Melly                                                                                     | | |
| Hoof                                | Eddie Byrne                                                                                      | Eddie Byrne | Eddie Byrne |
| Hook                                | Thick Wilson                                                                                     | Thick Wilson | Thick Wilson |
| Goolie                              | Frederick Shaw                                                                                   | Frederick Shaw | Frederick Shaw |
| Donzela de Mombassa                 | Margaret French                                                                                  | | |
| Brigante risonho                    | Richard Williams (não-creditado)                                                                 | Richard Williams (não-creditado) | Richard Williams (não-creditado) |
| Outros brigantes                    | Joss Ackland Peter Clayton Derek Hinson Declan Mulholland Mike Nash Dermot Walsh Ramsay Williams | Joss Ackland (Uncredited) Peter Clayton Geoff Golden Derek Hinson Declan Mulholland Mike Nash Tony Scannell Dermot Walsh Ramsay Williams Rik Mayall (não-creditado) | Joss Ackland (Uncredited) Peter Clayton Geoff Golden Derek Hinson Declan Mulholland Mike Nash Tony Scannell Dermot Walsh Ramsay Williams Rik Mayall (não-creditado) |
| Brigantes cantores                  |                                                                                                  | Randy Crenshaw Kevin Dorsey Roger Freeland Nick Jameson Bob Joyce Jon Joyce Kerry Katz Ted King Michael Lanning Raymond McLeod Rick Charles Nelson Scott Rummell    | Randy Crenshaw Kevin Dorsey Roger Freeland Nick Jameson Bob Joyce Jon Joyce Kerry Katz Ted King Michael Lanning Raymond McLeod Rick Charles Nelson Scott Rummell    |
| Interpretes de "Am I Feeling Love?" |                                                                                                  | Arnold McCuller Andrea Robinson | Arnold McCuller Andrea Robinson |
| Vozes Adicionais                    |                                                                                                  | | Ed E. Carroll Steve Lively Mona Marshall Bobbi Page Donald Pleasence                                                                                                |

### Notes
↑a De acordo com Richard Williams, Sean Connery iria gravar uma linha de diálogo de Tack, mas nunca apareceu no estúdio, então a linha foi gravada por um amigo de sua esposa. No entanto, o nome de Connery permanece creditado nos créditos finais da versão "Recobbled Cut".
↑b Embora o diálogo de Yum-Yum tenha sido em sua maioria re-dublado por Bobbi Page para a versão da Allied Filmmakers, uma linha do diálogo de Crowe é mantida quando Yum-Yum joga sua pêra em Zigzag durante o jogo de pólo.
↑c Em ambas as workprints de 1992, o ladrão é ouvido fazendo pequenos grunhidos/chiados em algumas cenas - embora não tantos como na versão da Allied Filmmakers. Ainda não se sabe quem gravou esses sons, mas sabe-se que Carroll fez os grunhidos adicionais para a versão da Allied Filmmakers.
↑d Embora a voz de Quayle tenha sido re-dublada por Revill nas versões reeditadas do filme pela Allied Filmmakers e Miramax, a voz não creditada de Quayle ainda pode ser ouvida por uma cena inteira quando o Rei Nod discursa para os seus súditos.
↑e A voz de Sims para a Bruxa foi em sua maioria dublada por Marshall, mas algumas falas feitas por Sims foram mantidas quando ela se materializou totalmente e quando ela recebeu seu baú de dinheiro até a parte em que ela está em uma cesta acendendo um fósforo com a fumaça.
Hilary Pritchard foi inicialmente escalada como Yum-Yum (ela foi listada em um folheto de Cannes de 1989). Na época da workprint de 1992, ela foi substituída por Sara Crowe.
Da mesma forma, Miriam Margolyes foi inicialmente escalada como a Donzela de Mombassa mas, na workprint, a Donzela é interpretada pela co-escritora Margaret French.
De acordo com o animador Michael Sporn, Paul Matthews era um entregador afro-americano com uma voz grave que Williams conheceu em um elevador a caminho de um local de ensaio durante a produção de Raggedy Ann and Andy: A Musical Adventure. Matthews nunca havia atuado antes, e Williams prontamente o escalou como o Poderoso One-Eye. Não muito depois, porém, Williams, querendo ir em uma direção diferente, substituiu a voz de Matthews por Christopher Greener (erroneamente creditado como Christopher Greenham ou Chris Greenham em vários panfletos promovendo o filme) como o Poderoso One-Eye.
Catherine Schell e Thick Wilson (que também foi a voz de Hook neste filme) foram propostas como as vozes Princesa Mee-Mee, irmã da Princesa Yum-Yum e o príncipe ogro encantado Bubba, respectivamente, em um rascunho inicial do filme. Ambos os personagens foram abandonados em 1989 a pedido da Warner Bros.